# 왕즈즈
왕즈즈(중국어 간체자: 王治郅, 병음: Wáng Zhìzhì, 한자음: 왕치질, 중국어 발음: [uǎŋ ʈʂɻ̩̂ʈʂɻ̩̂], 1977년 7월 8일~)는 중화인민공화국의 농구 선수, 지도자이며 현역 시절 포지션은 센터이다. 그는 중화인민공화국 출신 첫 번째 전미 농구 협회(NBA) 진출 선수이다.